# Парчевский, Александр (архитектор)
Алекса́ндр Парче́вский (пол. Aleksander Parczewski; род. 5 июня 1884, Вильна — ?) — польский архитектор и инженер, сотрудник и компаньон Вацлава Михневича.

## Биография
Уроженец Вильны, архитектурное образование получил в рижском политехническом институте (1904—1910). Завершил образование в краковской Академии художеств (1906).
Проектировал здания колонии на Россе (1911) и детского приюта. Автор проекта здания Благотворительного общества на Виленской улице в неоклассицистском духе с элементами неоренессансных архитектурных форм, так называемый «дом со львами» — здание с залом и торговыми помещениями (1911). Окна главного фасада двухэтажного здания обрамляют полуколонны и архивольты. В центре возвышается фронтон с тремя скульптурами, изображающими крылатых львов — грифонов. Некоторое время в этом здании работало частное строительно-архитектурное бюро Вацлава Михневича и Александра Парчевского „Architekt“ (1912—1914, размещалось позднее на Лукишках, ныне Lukiškių g. 4—1). Во время Второй мировой войны здание сгорело и было восстановлено. В нём размещалось общество «Знание» („Žinijos“ draugija), аптека, туристический информационный центр (ныне Vilniaus turizmo informacijos centras; Vilniaus g. 22).
Совместно с Вацлавом Михневичем создал проект Театра на Погулянке (1912—1913), ныне Русский драматический театр (улица Басанавичяус, J. Basanavičiaus g. 13).